# Религия на Гаити
Религия в Гаити по состоянию на 2010 год
 католицизм (56,8 %) протестантизм (29,6 %) местные верования (10,6 %) прочее (3 %)
В течение большей части своей истории на Гаити главенствующей религией являлось христианство и в первую очередь католицизм как следствие широкого влияния Франции на вновь завоёванные земли. Однако он всё же подвергся синкретизму, в основном, со стороны верований вуду, которые исповедовали завезённые на остров рабы из Африки.

## Христианство

### Католицизм
Преобладающей христианской конфессией на Гаити является католицизм. Как и большинство территорий Латинской Америки, Гаити был колонизирован европейскими странами, исповедовавшими эту религию, такими как Испания и Франция. До 1987 года католицизм был закреплён в Конституции Республики Гаити как официальная государственная религия.
В 1983 году Гаити посетил папа римский Иоанн Павел II. В своей речи, произнесённой в Порт-о-Пренсе, он раскритиковал правительство Жан-Клода Дювалье, что впоследствии способствовало уходу политика в отставку.

## Ислам
На Гаити существует небольшая мусульманская община; большинство приверженцев этой религии проживают в Порт-о-Пренсе, Кап-Аитьене и на прилегающих к ним территориях. Ислам на остров Гаити был завезён вместе с рабами из Западной Африки.
В 2000 году Навун Марселлус стал первым мусульманином, избранным в Палату депутатов Гаити.